# Торпедо (втулка)
Торпедо (нем. Torpedo) — втулка заднего колеса велосипеда с тормозным механизмом и свободным ходом. Конструкция втулки позволяет двигаться велосипеду под действием педалей (рабочий ход), и катиться по инерции (свободный ход), а также блокировать колесо и тем самым тормозить, когда педали вращают в обратном направлении.
Изобретена немецким механиком и изобретателем — Эрнстом Заксом. Является наиболее распространённым и копируемым в мире узлом конструкции велосипеда.

## История
В 1898 году немецкий механик, велогонщик Эрнст Закс на выставке в Англии впервые представил ступицу заднего колеса велосипеда собственной конструкции с обгонной муфтой (свободным ходом). К тому времени уже существовали подобные втулки, но сложной конструкции и без тормоза, и модель Эрнста Закса не получила должной оценки.
После усовершенствования в 1903 году Закс запатентовал новую конструкцию втулки заднего колеса со свободным ходом и внутренним тормозным механизмом, оснащённую шариковыми подшипниками. Впоследствии она получила название «Torpedo». Удачная конструкция механизма втулки обеспечивала велосипеду лёгкий ход, хороший накат и надёжное торможение. Это изобретение стало революционным в развитии истории велосипеда.
1 августа 1895 г. вместе с коммерческим компаньоном Карлом Фихтелем (нем. Karl Fichtel, 1853—1911), Эрнст Закс основал в городе Швайнфурт (нем. Schweinfurt) предприятие «Schweinfurter Präzisions-Kugellagerwerke Fichtel & Sachs» которое начало массовое производство шариковых подшипников и велосипедных тормозных втулок «Торпедо». Благодаря сравнительно простой конструкции, надёжности, эффективному торможению и лёгкости настройки новая втулка быстро завоевала популярность.
С ростом популярности велосипедов в начале XX века возрастала потребность производителей в надёжном приводном и тормозном механизме. Подавляющее большинство производителей велосипедов в Европе начало оснащать свои модели втулками «Торпедо» производства фирмы Fichtel & Sachs. В 1905 году Закс разработал также двухскоростную втулку с планетарным редуктором, а впоследствии — и трёхскоростную.
К 1904 году на фабрике Fichtel & Sachs работало 900 рабочих и было выпущено 250 тыс. втулок, в 1908 году количество персонала выросло до 1800 рабочих, было произведено в общем 482 тыс. шт. Учитывая значительную потребность, их изготавливали и другие производители на лицензионных условиях и с обязательным клеймом «Fichtel und Sachs (FuS)», «Torpedo». На 1924 год (с начала пр-ва в 1904 г.) было изготовлено 25 млн велосипедных тормозных втулок «Торпедо».

## Применение
Сейчас, в XXI веке, втулка «Торпедо» остается актуальной, и без конструктивных изменений изготавливается многими производителями велосипедов во всём мире. Их устанавливают на дорожные, шоссейные, туристические и детские велосипеды. Втулка «Торпедо» является наиболее распространённым и копируемым в мире узлом конструкции велосипеда и негласно признана самой надёжной конструкцией втулки. Залогами успеха являются большой размер, широкие тормозящие поверхности и использование ротозацепов вместо собачек и червячков. Модификации предполагают использование специального внешнего отверстия для смазки и промывки, биметаллических тормозных поверхностей, увеличенное число колодок, а также возможность установки блока звёзд для скоростных систем.
Почти все дорожные односкоростные велосипеды, производившиеся в СССР, оснащались втулками системы «Торпедо». Их производили на Харьковском велосипедном заводе, Минском, Пермском и др., без лицензии и соответствующих маркировок «Fichtel und Sachs». Первые послевоенные велосипеды заводов ХВЗ, ММВЗ оснащались втулками «Торпедо», поставлявшимися из Германии (ГДР) по репарации. Уже в начале 1950-х годов заводы стали производить копии этих втулок.